# Rossalpelispitz
Der Rossalpelispitz ist eine Bergspitze auf 2075 m ü. M. in den Schwyzer Alpen in der Schweiz.
Er befindet sich auf der Grenze zwischen dem Wägital und dem Oberseetal. Der Südosthang im Oberseetal weist nur vereinzelte Felsen auf. Der Rossalpelispitz ist zusammen mit dem Zindlenspitz auf dem Gemeindewappen von Innerthal in Weiss mit rotem Hintergrund rekonstruiert. Das Rossalpeli, eine kleine Alp, befindet sich in einer Mulde auf der Wägitalerseite und wird vom Grat, der vom Zindlenspitz zum Rossalpelispitz führt, abgegrenzt.